# 1914 en rugby à XV
Chronologie du rugby à XV
1913 en rugby à XV - 1914 en rugby à XV - 1915 en rugby à XV
Les faits marquants de l'année 1914 en rugby à XV

## Événements

### Janvier
| Le 1er janvier à Paris  | France     | 6 - 8  | Irlande        |
| Le 17 janvier à Londres | Angleterre | 10 - 9 | Pays de Galles |

### Février
| Le 7 février à Cardiff  | Pays de Galles | 24 - 5  | Écosse  |
| Le 14 février à Londres | Angleterre     | 17 - 12 | Irlande |
| Le 28 février à Dublin  | Irlande        | 6 - 0   | Écosse  |

### Mars
| Le 2 mars à Swansea     | Pays de Galles | 31 - 0  | France         |
| Le 14 mars à Belfast    | Irlande        | 3 - 11  | Pays de Galles |
| Le 21 mars à Inverleith | Écosse         | 15 - 16 | Angleterre     |

### Avril
| Le 13 avril à Paris | France | 13 - 39 | Angleterre |

- L'Angleterre gagne le tournoi en 1914, en remportant tous ses matchs. L'Angleterre réalise un deuxième grand chelem consécutif.
- L'équipe de France est admise pour la cinquième fois à disputer le Tournoi en 1914. Le match France-Écosse a été annulé après la rupture des relations entre les dirigeants des deux équipes. La France est provisoirement exclue.
  - Article détaillé : Tournoi des cinq nations 1914

### Récapitulatifs des principaux vainqueurs de compétitions 1913-1914
- L'Association sportive perpignanaise est champion de France.
- Les Midlands sont champions des comtés anglais.
- Wellington remporte le Ranfurly Shield, trophée sanctionnant une compétition de rugby à XV ouverte aux équipes de provinces néo-zélandaises.
- La Western Province remporte le championnat d'Afrique du Sud des provinces, la Currie Cup.

### Juillet
L'équipe de France rencontre l'équipe d'Allemagne à Heidelberg en juillet 1914. André Francquenelle va seul en essai.

## Principaux décès
- 6 septembre : Alfred Mayssonnié joueur international de rugby à XV tué à l'ennemi entre Osches et Ippécourt dans la Meuse lors de la première bataille de la Marne.